# Хаустов Віктор Андрійович
Віктор Андрійович Хаустов (1 січня 1938, село Болотово Горшеченського району Курської області, тепер Російська Федерація — 1997, місто Харків Харківської області) — український компартійний діяч, 2-й секретар Харківського обкому КПУ, директор виконавчої дирекції асоціації «Укртрактор».

## Біографія
Освіта вища. У 1960 році закінчив автотракторний факультет Харківського політехнічного інституту. Член КПРС.
У 1960—1961 роках — інженер-конструктор на Харківському тракторному заводі (ХТЗ).
З квітня 1961 по серпень 1963 року — заступник секретаря, секретар комітету комсомолу (ЛКСМУ) Харківського тракторного заводу.
У серпні 1963 — січні 1965 року — 1-й секретар Орджонікідзевського районного комітету ЛКСМУ міста Харкова.
У січні 1965 — грудні 1969 року — 1-й секретар Харківського міського комітету ЛКСМУ.
У 1970—1973 роках — начальник конструкторсько-дослідного бюро, заступник начальника експериментального цеху, начальник відділу технічної експлуатації тракторів Харківського тракторного заводу.
У листопаді 1973 — січні 1974 року — заступник секретаря партійного комітету КПУ Харківського тракторного заводу.
У січні 1974 — липні 1976 року — 2-й секретар Орджонікідзевського районного комітету КПУ міста Харкова.
У липні 1976 — червні 1980 року — завідувач сектора профспілкових та комсомольських органів відділу організаційно-партійної роботи ЦК КПУ. У червні — вересні 1980 року — завідувач сектора державних та громадських організацій відділу організаційно-партійної роботи ЦК КПУ.
У вересні 1980 — лютому 1986 року — заступник завідувача відділу сільськогосподарського машинобудування ЦК КПУ.
У лютому 1986 — червні 1988 року — заступник завідувача відділу машинобудування ЦК КПУ; заступник завідувача відділу організаційно-партійної роботи ЦК КПУ.
15 червня 1988 — серпень 1991 року — 2-й секретар Харківського обласного комітету КПУ.
До листопада 1997 року — директор виконавчої дирекції асоціації «Укртрактор» у місті Харкові.

## Нагороди
- ордени
- медалі